# Бондарь, Михаил Игнатьевич
Михаил Игнатьевич Бондарь (1910 — ?) — командир орудийного расчёта батареи 45-мм пушек 876-го стрелкового ордена Суворова 3-й степени полка (276-я стрелковая Темрюкская Краснознамённая дивизия, 11-й стрелковый Прикарпатский корпус, 1-я гвардейская армия, 4-й Украинский фронт), полный кавалер ордена Славы. На момент представления к награждению орденом Славы 1-й степени — старшина.

## Биография
Родился в 1910 году, точное место рождения неизвестно. Русский. Образование неполное среднее.
До войны проживал в селе Нижняя Чекань Комсомольского района Хабаровского края, работал на рыбзаводе. В Красную Армию был призван в марте 1942 года Комсомольским районным военкоматом Хабаровского края. В действующей армии с января 1943 года (по некоторым данным — с конца 1942 года). В 1943 году воевал на Белгородском направлении. С ноября 1943 года весь боевой путь прошёл в составе батареи 45-мм пушек в 276-й стрелковой дивизии на 1-м Украинском фронте, с августа 1944 — на 4-м Украинском фронте. Участвовал в Киевской оборонительной (ноябрь 1943), Житомирско-Бердичевской (декабрь 1943 — январь 1944), Проскуровско-Черновицкой (март-апрель 1944), Львовско-Сандомирской (июль-август 1944), Восточно-Карпатской (сентябрь-октябрь 1944), Западно-Карпатской (январь-февраль 1945), Моравско-Остравской (с марта 1945) наступательных операциях.
На фронте был ранен 5 раз (4 марта 1943, 10 июля 1943, 6 апреля 1944, 25 августа 1944, 27 декабря 1944).
В 1944 году присвоено воинское звание старшина. Член ВКП(б) с 1945 года.
В наступательных боях в Житомирской области с 1 по 9 января 1944 года командир артиллерийского расчёта старший сержант Бондарь поддерживал огнём своего орудия наступавшие части. За эти дни его орудие уничтожило 6 пулемётных точек, разбило 5 грузовых автомашин с боеприпасами. В бою при освобождении села Кириевка Любарского района Бондарь подавил огонь артиллерийской батареи противника и прямыми попаданиями уничтожил 3 блиндажа с оборонявшимися в них немцами. За эти бои получил первую награду — медаль «За отвагу».
В ходе Проскуровско-Черновицкой стратегической наступательной операции, при отражении немецкой контратаки 3 апреля 1944 года у посёлка Тлусте (ныне посёлок Толстое Тернопольской области Украины) расчёт старшего сержанта Бондаря уничтожил 1 танк и до 20 солдат противника. Когда окончились боеприпасы, а противник находился в 50 метрах от орудия, под автоматным и пулемётным огнём подал к орудию упряжку лошадей и с боем вывез орудие, доставив его в полк в исправности. Пополнившись боеприпасами, расчёт вновь вступил в бой. Позднее, в мае 1944 года, когда его орудие использовалось как «кочующее» орудие для дезорганизации немецкой обороны, уничтожил 2 немецкие пулемётные точки. За образцовое выполнение боевых заданий Командования на фронте борьбы с немецкими захватчиками и проявленные при этом доблесть и мужество приказом по 276-й стрелковой дивизии № 027/н от 22 июня 1944 года старший сержант Бондарь был награждён орденом Славы 3-й степени.
Вновь Михаил Бондарь, теперь уже старшина, отличился при освобождении Чехословакии. В наступательных боях в районе города Михаловце (ныне в Кошицком крае Словакии) с 23 ноября по 2 декабря 1944 года с орудием находился в передовых порядках стрелковых подразделений, наступавших по горно-лесистой местности. Форсировал несколько водных преград. За это время прямыми попаданиями уничтожил 6 пулемётных точек врага и подавил огонь ещё 3-х, уничтожил немецкого снайпера на оборудованной позиции, разбил 4 конных повозки с военными грузами. За образцовое выполнение боевых заданий Командования на фронте борьбы с немецкими захватчиками и проявленные при этом доблесть и мужество приказом войскам 1-й гвардейской армии № 071/н от 25 декабря 1944 года старшина Бондарь был награждён орденом Славы 2-й степени.
Командир орудийного расчёта батареи старшина Бондарьне менее отважно действовал в Моравско-Остравской наступательной операции. При прорыве немецкой обороны в первый день операции его орудие получило повреждение и было оставлено в тылу для ремонта в полевых условиях. Завершил ремонт, расчёт остался ночевать в лесу в ночь с 10 на 11 марта 1945 года у населенного пункта Охабы (15 километров западнее города Бельско-Бяла, Польша). Ночью часовой услышал шум в лесу, а выйдя в разведку, старшина Бондарь обнаружил скопление немцев до 60 человек. Вернувшись к орудию, немедленно открыл с расчётом беглый огонь по этому месту, расстреляв 60 снарядов. Утром при прочёсывании местности среди воронок от снарядов было обнаружено 36 трупов уничтоженных артиллеристами немецких солдат. Своей бдительностью и инициативой сорвал попытку противника устроить засаду на коммуникациях наступавших войск. За образцовое выполнение боевых заданий Командования на фронте борьбы с немецкими захватчиками и проявленные при этом доблесть и мужество Указом Президиума Верховного Совета СССР от 29 июня 1945 года старшина Бондарь Михаил Игнатьевич был удостоен ордена орденом Славы 1-й степени.
После войны Михаил Бондарь пропал без вести, сведения о его дальнейшей судьбе отсутствуют. На свою родину в Комсомольский район Хабаровского края он не вернулся.

## Награды
- орден Славы (22.06.1944, 25.12.1944, 29.06.1945)
- орден Красной Звезды (8.03.1945)
- медаль «За отвагу» (4.02.1944).